# Dairo-Didizo
Dairo-Didizo è una città e sottoprefettura della Costa d'Avorio appartenente al dipartimento di Guitry. Conta una popolazione di 47 344 abitanti (censimento 2014).